# Czesław Marzec
Czesław Marzec (ur. 4 maja 1946 w Dortmundzie) – polski polityk i samorządowiec, działacz PZPR, poseł na Sejm IV kadencji.

## Życiorys
Ukończył w 1990 studia na Wydziale Społeczno-Politycznym Akademii Nauk Społecznych (działającej przy Komitecie Centralnym PZPR) w Warszawie. W latach 60. był zatrudniony jako ślusarz i hydraulik. W latach 1968–1974 piastował funkcję kierownika działu w Robotniczej Spółdzielni Wydawniczej „Prasa-Książka-Ruch” w Gryficach.
Od 1964 do 1973 zasiadał w prezydium zarządu powiatowego Związku Młodzieży Socjalistycznej. W latach 1974–1990 pracował na etacie w Polskiej Zjednoczonej Partii Robotniczej. Od 1974 do 1975 był instruktorem ekonomicznym Komitetu Powiatowego. Od 1975 do 1978 pełnił funkcję sekretarza, a w latach 1982–1990 – I sekretarza Komitetu Miejsko-Gminnego PZPR w Gryficach. Od 1978 do 1982 był również I sekretarzem Komitetu Gminnego PZPR w Karnicach. Działał w strukturach rad narodowych różnego stopnia, tj. Powiatowej Rady Narodowej w Gryficach (1965–1973), Gminnej Rady Narodowej w Karnicach (1978–1982; jako przewodniczący), Miejsko-Gminnej Rady Narodowej w Gryficach (1984–1990; w ostatniej kadencji rad wiceprzewodniczący). W latach 90. był zatrudniony jako nauczyciel, następnie prowadził własną działalność gospodarczą i pełnił funkcję dyrektora liceum ogólnokształcącego. W latach 1998–2001 pełnił funkcję radnego miasta i gminy Gryfice.
Sprawował mandat posła na Sejm IV kadencji z okręgu szczecińskiego, wybranego z listy Sojuszu Lewicy Demokratycznej. Pracował w Komisji Rolnictwa i Rozwoju Wsi oraz Komisji Odpowiedzialności Konstytucyjnej. W wyborach w 2005 nie uzyskał ponownie mandatu.
Bez powodzenia kandydował w 2006 i 2018 do rady powiatu gryfickiego oraz w 2010 i 2014 do rady miejskiej w Gryficach.